# Episodi di Capitan Onedin (ottava stagione)
L'ottava stagione della serie televisiva Capitan Onedin è stata trasmessa in anteprima nel Regno Unito dalla BBC One tra il 31 agosto 1980 e il 26 ottobre 1980.
| nº | Titolo originale          | Titolo italiano | Prima TV UK       | Prima TV Italia |
| -- | ------------------------- | --------------- | ----------------- | --------------- |
| 1  | A Royal Return            |                 | 31 agosto 1980    |                 |
| 2  | Revenge                   |                 | 7 settembre 1980  |                 |
| 3  | Blood Ties                |                 | 14 settembre 1980 |                 |
| 4  | The Honeymoon             |                 | 21 settembre 1980 |                 |
| 5  | Jonah's Luck              |                 | 28 settembre 1980 |                 |
| 6  | The Price of Pride        |                 | 5 ottobre 1980    |                 |
| 7  | Vengeance                 |                 | 12 ottobre 1980   |                 |
| 8  | Guilty - In All Innocence |                 | 19 ottobre 1980   |                 |
| 9  | A Long Way Home           |                 | 26 ottobre 1980   |                 |